# The Bank of New York Mellon
The Bank of New York Mellon Corporation, atuando como BNY Mellon, é uma empresa americana de serviços bancários e financeiros em todo o mundo, com sede na cidade de Nova York. Foi constituída em 1 de julho de 2007, como resultado da fusão do Banco de Nova York e da Mellon Financial Corporation. É o maior banco depositário do mundo e empresa de serviços de ativos, com 1,7 trilhões de dólares em ativos sob gestão e 33,1 trilhões de dólares em ativos sob custódia em dezembro de 2018. BNY Mellon está incorporado em Nova Iorque.
Por meio de seu antecessor do Bank of New York, é uma das três empresas bancárias mais antigas dos Estados Unidos e uma das mais antigas do mundo, tendo sido criada em junho de 1784 por um grupo que incluía o fundador americano Alexander Hamilton e Aaron Burr. Mellon foi fundada em 1869 pela família Mellon de Pittsburgh, que incluía o secretário do Tesouro Andrew W. Mellon.

## História

### Bank of New York
O primeiro banco nos EUA foi o Bank of North America, na Filadélfia, que foi fundado pelo Congresso Continental em 1781; Alexander Hamilton, Thomas Jefferson e Benjamin Franklin estavam entre seus acionistas fundadores. Em fevereiro de 1784, o Banco Massachusetts em Boston foi fretado.
O setor de transporte marítimo da Cidade de Nova Iorque ficou irritado com a falta de um banco, e os investidores invejaram os dividendos de 14% que o Bank of North America pagou, e meses de discussões locais culminaram em uma reunião de junho de 1784 em uma cafeteria na St. George's Square, que levou à formação da empresa do Bank of New York; operou sem carta patente por sete anos. O plano inicial era capitalizar a empresa com 750 mil dólares, um terço em dinheiro e o restante em hipotecas, mas depois que isso foi contestado, a primeira oferta foi capitalizá-la com 500 mil dólares em ouro ou prata. Quando o banco abriu em 9 de junho de 1784, os 500 mil dólares não haviam sido levantados; Foram vendidas 723 ações, detidas por 192 pessoas. Aaron Burr tinha três deles, e Hamilton tinha uma ação e meia. O primeiro presidente foi Alexander McDougall e o caixa foi William Seton.
Seus primeiros escritórios foram na antiga Walton Mansion, em Nova York. Em 1787, mudou-se para um site na Hanover Square para o qual a Bolsa de Algodão de Nova York mais tarde se mudou.
O banco concedeu ao governo dos Estados Unidos seu primeiro empréstimo em 1789. O empréstimo foi orquestrado por Hamilton, então secretário do Tesouro, e pagou os salários dos Membros do Congresso dos Estados Unidos e do presidente George Washington.
O Bank of New York foi a primeira empresa a ser negociada na Bolsa de Valores de Nova Iorque quando foi aberta em 1792. Em 1796, o banco mudou-se para um local na esquina de Wall Street e William Street.
O banco tinha um monopólio sobre serviços bancários na cidade até que o Banco do Manhattan Empresa foi fundada por Aaron Burr em 1799; o Bank of New York e Hamilton se opuseram vigorosamente à sua fundação.
Durante o século XIX, o banco era conhecido por suas práticas conservadoras de empréstimos, que lhe permitiram enfrentar as crises financeiras. Esteve envolvida no financiamento dos canais Morris e Erie e empresas de barcos a vapor. O banco ajudou a financiar a Guerra de 1812 e o Exército da União durante a Guerra Civil Americana. Após a Guerra Civil, o banco emprestou dinheiro para muitos projetos importantes de infraestrutura, incluindo serviços públicos, ferrovias e o metrô da cidade de Nova York.
No início do século XX, o Banco de Nova York continuou a se expandir e prosperar. Em julho de 1922, o banco se fundiu com a New York Life Insurance and Trust Company. O banco continuou a lucrar e pagar dividendos durante a Grande Depressão, e seus depósitos totais aumentaram durante a década. Em 1948, o Banco novamente se fundiu, desta vez com o Fifth Avenue Bank, que foi seguido por uma fusão em 1966 com a Empire Trust Company. A holding do banco foi criada em 1969.

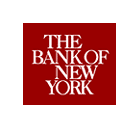
Logotipo mais antigo do Bank of New York

Em 1988, o Bank of New York se fundiu com o Irving Bank Corporation após uma oferta hostil de um ano pelo Bank of New York. Irving estava sediada em 1 Wall Street e, após a fusão, tornou-se a sede do Bank of New York.
De 1993 a 1998, o banco realizou 33 aquisições, incluindo a aquisição do Global Custody Business do JP Morgan em 1995. Ivy Asset Management foi adquirida em 2000, e o banco adquiriu a Pershing LLC, a segunda maior câmara de compensação comercial dos Estados Unidos, em 2003.
Em 2005, o banco encerrou uma investigação federal dos EUA, iniciada em 1996, sobre lavagem de dinheiro relacionada à privatização pós-soviética na Rússia. A operação ilegal envolveu dois emigrantes russos, um dos quais era vice-presidente do banco, movendo mais de 7 bilhões de dólares através de centenas de fios.

Em 2006, o Banco de Nova York negociou seus bancos de varejo e negócios regionais de mercado intermediário pelos ativos de confiança corporativa do JP Morgan Chase. O acordo sinalizou a saída do banco do banco de varejo.